# Des rails sur la prairie
Des rails sur la prairie est la dix-neuvième histoire de la série Lucky Luke par Morris (dessin) et René Goscinny (scénario). Elle est publiée pour la première fois en 1955, du no 906 au no 929 du journal Spirou, puis en album, en 1957. 
Cet album marque le premier scénario de Goscinny pour la série. 
C'est également le premier dans lequel Lucky Luke, à la dernière case, s'éloigne vers le soleil couchant en chantant sa chanson « I'm a poor lonesome cowboy... ».

## Résumé

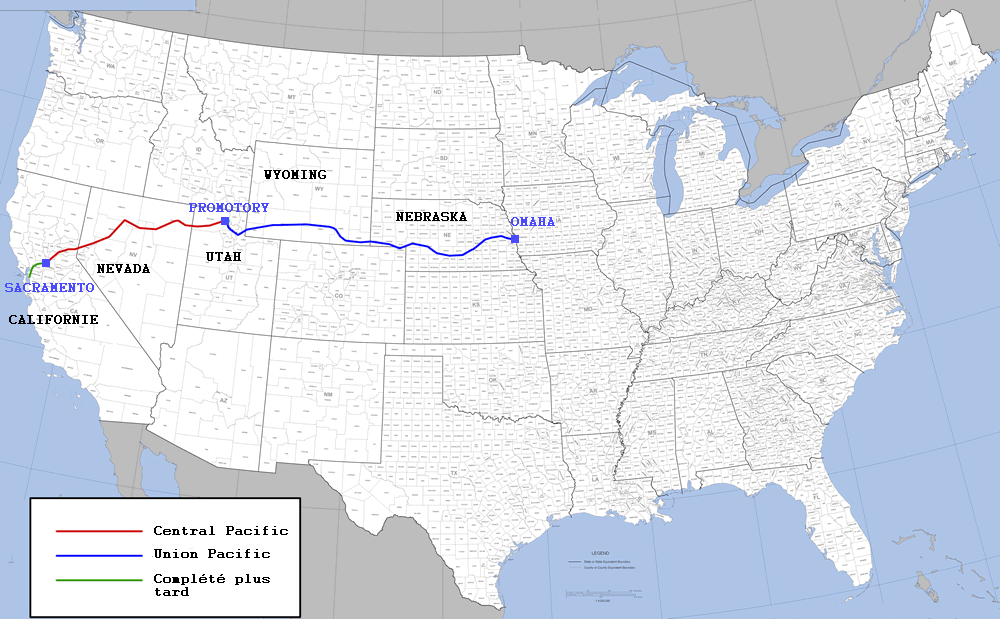
La première voie ferrée transcontinentale reliait Omaha à Sacramento.

Lucky Luke doit protéger la construction du chemin de fer vers l'ouest contre les menaces d'un actionnaire véreux des diligences qui voit dans l'arrivée du train la fin de ses affaires.
L'épisode s'inspire de l'histoire de la construction de la ligne d'Omaha à Sacramento, décidée en 1862 pendant la Guerre de Sécession, mais commencée seulement en 1865. La Central Pacific partait de Sacramento et se dirigeait vers l'est, tandis que l'Union Pacific partait d'Omaha et se dirigeait vers l'ouest : la jonction se fit à Promontory Summit, en mai 1869.

## Personnages
- Lucky Luke
- Les indiens Pieds jaunes :
  - Bison Accroupi : chef de la tribu, après l'échec de l'attaque du train, il expulse les hommes de Black Wilson en les menaçant de les scalper s'il les revoit ;
  - Affreux vautour : principal adjoint de Bison Accroupi, il conduit l'attaque de la tribu contre le train et réalise que « cheval de feu trop rapide ».
- Les « cow-boys » :
  - Black Wilson : propriétaire de compagnies de diligences, il veut empêcher le développement du chemin de fer ;
  - Entrecote Harry : maire de Nothing City, propriétaire du saloon et éleveur de bétail, sous l'influence de Black Wilson, il s'oppose tout d'abord au chemin de fer, mais change d'attitude lorsque les travaux permettent la découverte d'un gisement de pétrole.
  - Honnête Smith : juge de Dead Ox Gulch, il convainc Lucky Luke de défendre les ouvriers du chemin de fer.

## Historique
Dans un entretien avec Numa Sadoul, Goscinny et Morris évoquent les débuts de leur collaboration :

« Morris aimait bien mes scénarios et ce qu'il voulait surtout, lui, c'était dessiner. Il souhaitait se décharger de l'écriture. Il avait d'excellentes idées mais le travail du scénariste ne l'intéressait pas, dans la mesure où il faisait un peu ça au jour le jour ; et il y avait des fois où il se tirait difficilement de ce piège.(...)
C'est une collaboration extrêmement facile car je sens bien son dessin et lui sent bien mes scénarios. Nous nous entendons parfaitement. »

— Goscinny

« Ça a été tout de suite un délice de travailler avec lui. Et c'est grâce à Goscinny que j'ai fait la connaissance des gars de Mad, Harvey Kurtzman, Jack Davis, Bill Elder, etc. »

— Morris

## Publication

### Revues
L'histoire est parue dans le journal Spirou, du no 906 (26 août 1955) au no 929 (2 février 1956).

### Album
Éditions Dupuis, no 9, 1957

## Adaptation
Cet album a été adapté dans la série animée Lucky Luke, diffusée pour la première fois en 1984.